# Francisco Petrone
Francisco Petrone (Buenos Aires, 14 agosto 1902 – Buenos Aires, 11 marzo 1967) è stato un attore argentino.
È noto  per i suoi ruoli in film degli anni '40 come il classico La guerra gaucha (1942) e A Real Man (Todo un hombre, 1943), per il quale vinse il Silver Condor Award come miglior attore, nel 1944, al Premio dell'associazione dei critici cinematografici argentini.
Fu membro della Massoneria.

## Film selezionati
- 1935 Monte Criollo
- 1936 Sombras porteñas
- 1937 La fuga
- 1939 Hermanos (Brothers)
- 1939 Prisioneros de la tierra
- 1939 Turbión
- 1941 Persona honrada se necesita (Honest Person Needed)
- 1941 White Eagle
- 1942 La guerra gaucha (The Gaucho War)
- 1942 El viejo Hucha (The Old Skinflint)
- 1943 Todo un hombre (What a Man)
- 1945 Savage Pampas
- 1947 Como tú lo soñaste
- 1954 La duda (The Doubt)
- 1956 Historia de un marido infiel
- 1957 Todo sea para bien
- 1959 El dinero de Dios (God's Money)
- 1962 El hombre de la esquina rosada (Man on Pink Corner)
- 1965 El reñidero